# La Villa in the sky
Ne doit pas être confondu avec La Villa Lorraine ou La Villa Emily.
La Villa in the sky est un restaurant une étoile  Michelin situé à Bruxelles. Le chef est Alexandre Dionisio.

## Étoile Michelin
- De 2016 à 2019
- En 2020

## Gault et Millau
17/20 